# Доктор-Белисарио-Домингес (муниципалитет)
Доктор-Белисарио-Домингес (исп. Dr. Belisario Domínguez) — муниципалитет в Мексике, штат Чиуауа с административным центром в посёлке Сан-Лоренсо. Численность населения, по данным переписи 2010 года, составила 2911 человек.

## Общие сведения
Название Dr. Belisario Domínguez дано в честь Белисарио Домингеса.
Площадь муниципалитета равна 1033 км², что составляет 0,42 % от общей площади штата, а наивысшая точка — 1929 метров, расположена в поселении Лас-Тинахитас.
Он граничит с другими муниципалитетами штата Чиуауа: на севере с Гран-Морелосом и Санта-Исабелем, на востоке и юге с Сатево, на западе с Сан-Франсиско-де-Борхой и Кусиуирьячи.

## Учреждение и состав
Муниципалитет был образован в 1820 году, в его состав входит 21 населённый пункт, самые крупные из которых:
| Код INEGI                  | Населённый пункт                                                                         | Численность населения (2005 год) | Численность населения (2010 год) |
| -------------------------- | ---------------------------------------------------------------------------------------- | -------------------------------- | -------------------------------- |
| 022                        | Всего                                                                                    | 2608                             | 2911                             |
| 0016                       | Тутуака (исп. Tutuaca) 28°01′43″ с. ш. 106°32′12″ з. д.                                  | 752                              | 841                              |
| 0001                       | Сан-Лоренсо (исп. San Lorenzo) 28°09′18″ с. ш. 106°28′37″ з. д. (административный центр) | 308                              | 441                              |
| 0014                       | Санта-Мария-де-Куэвас (исп. Santa María de Cuevas) 27°55′39″ с. ш. 106°23′39″ з. д.      | 324                              | 393                              |
| 0015                       | Санта-Росалия-де-Куэвас (исп. Santa Rosalía de Cuevas) 28°02′51″ с. ш. 106°28′35″ з. д.  | 308                              | 316                              |
| 0004                       | Сьенега-де-Лоя (исп. Ciénega de Loya) 28°10′06″ с. ш. 106°23′24″ з. д.                   | 157                              | 169                              |
| 0017                       | Висенте-Герреро (исп. Vicente Guerrero) 28°08′20″ с. ш. 106°29′57″ з. д.                 | 131                              | 148                              |
| 0009                       | Лос-Ремедиос (исп. Ejido los Remedios) 27°57′17″ с. ш. 106°24′44″ з. д.                  | 144                              | 142                              |
| —                          | Прочие                                                                                   | 2219                             | 1940                             |
| Названия на карте Генштаба |                                                                                          |                                  |                                  |

## Экономика
По статистическим данным 2000 года, работоспособное население занято по секторам экономики в следующих пропорциях:
- сельское хозяйство и рыболовство — 56,5 %;
- производство и строительство — 19,6 %;
- торговля, сферы услуг и туризма — 21,6 %;
- безработные — 2,3 %.

## Инфраструктура
По статистическим данным 2010 года, инфраструктура развита следующим образом:
- электрификация: 98,5 %;
- водоснабжение: 97,9 %;
- водоотведение: 94,8 %.

## Достопримечательности
- Церковь Святого Лоренсо в муниципальном центре, построенная в середине XVII века.
- Церковь Святой Марии в поселении Санта-Мария-де-Куэвас, основанная в 1700 году.
- Церковь Богородицы в поселении Лос-Ремедиос.
- Церковь Святой Росалии и часовня XIX века в поселении Санта-Росалия-де-Куэвас[3].